# Postępowa Partia Obywatelska

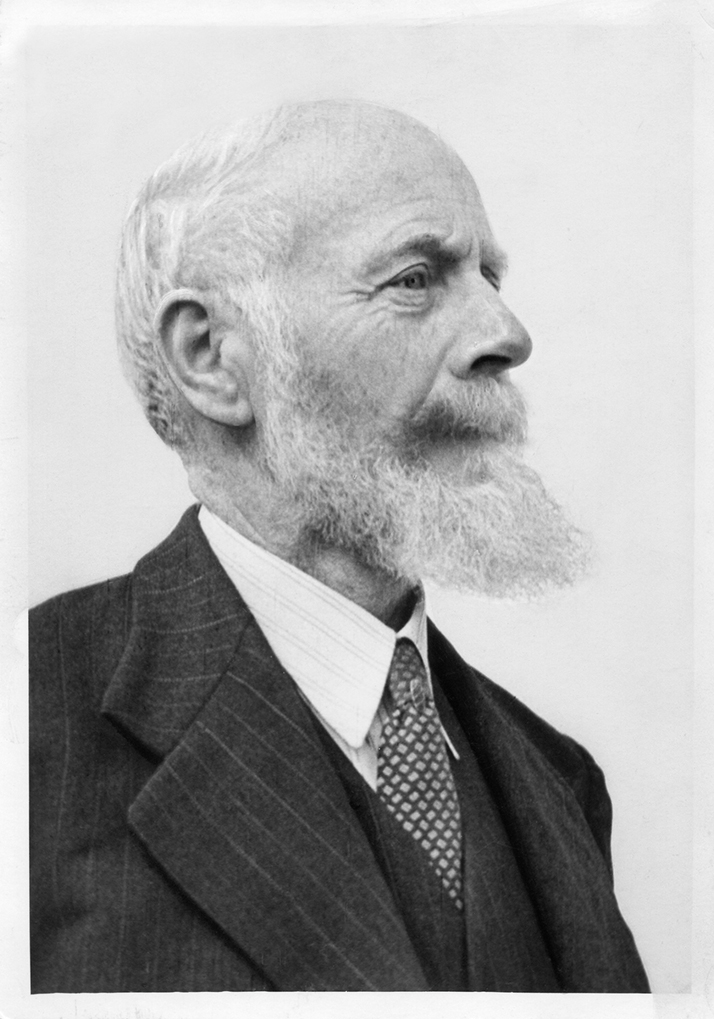
Josef Ospelt - pierwszy premier Liechtensteinu po reformie z 1921 roku.

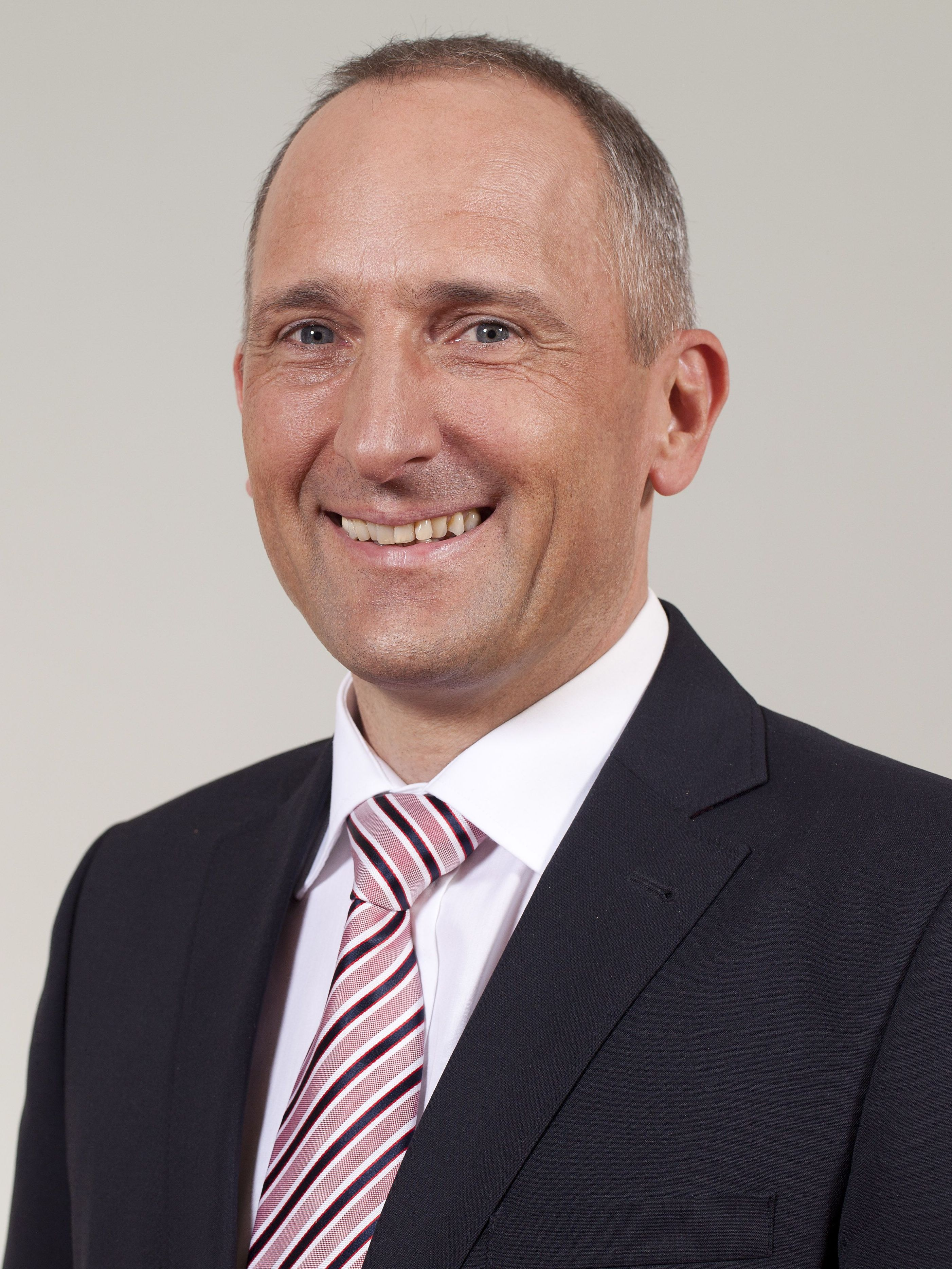
Adrian Hasler z FBP, pełniący funkcję szefa rządu w latach 2013-2021.

Postępowa Partia Obywatelska (niem. Fortschrittliche Bürgerpartei, FBP) – najstarsza, działająca do dziś partia polityczna w Liechtensteinie, jedna z dwóch głównych sił politycznych od początków XX wieku obok Unii Patriotycznej. Partia rządząca w koalicji z Unią Patriotyczną, posiadająca 7 z 25 mandatów w Landtagu. Od 2023 roku prezesem partii jest Alexander Batliner. Partia należy do European Democrat Union (EDU).

## Historia
Po wyborach do Landtagu w 1914 roku w Parlamencie znalazły się osoby, które krytykowały dotychczasową politykę Liechtensteinu. Stanowiło to impuls do powstania w tym kraju partii politycznych. Zwolennicy reform zgromadzeni wokół prawnika Wilhelma Becka stali się opozycją w Parlamencie dla monarchistów i konserwatystów, a prace Parlamentu znacznie się ożywiły.
Przed wyborami w 1918 roku ukształtowała się pierwsza partia w Liechtensteinie, pod przywództwem Wilhelma Becka - Chrześcijańsko-Społeczna Partia Ludowa (niem. Christlich-Soziale Volkspartei), zwana potocznie Partią Ludową (niem. Volkspartei, VP). Przeciwnicy zmian proponowanych przez VP, gromadzący się wokół dziennika Volksblatt, byli nazywani Partią Lwów (niem. Löwen–Partei). Wybory w 1918 roku okazały się dużym sukcesem dla kształtującego się ugrupowania, które zdobyło 7 z 12 mandatów (7 z 8 mandatów z Oberlandu). Formalnie nowe ugrupowanie zostało założone 22 grudnia 1918 roku i przyjęło nazwę Postępowa Partia Obywatelska (niem. Fortschrittliche Bürgerpartei).
Partia Ludowa proponowała m.in. skierowanie polityki zagranicznej ku Szwajcarii, reformy konstytucyjne, demokratyzację ustroju oraz oddanie administracji państwowej w ręce obywateli Liechtensteinu (wówczas wysokimi urzędnikami byli przede wszystkim Austriacy). Postępowa Partia Obywatelska natomiast swój program opierała przede wszystkim na wierności wobec Księcia, a w polityce zagranicznej opowiadała się za pogłębianiem relacji z Austrią. Różnice ideowe między tymi partiami były niewielkie i obie można określić jako konserwatywne.
Przed II wojną światową powstawały opozycyjne siły polityczne chcące się sprzeciwić duopolowi władzy FBP i VP, które później po aferze finansowej z 1927 roku i dymisji rządu Gustava Schädlera, przekształciło się w Unię Patriotyczną (VU), która działa do dziś. Jednak żadna z partii opozycyjnych nie przekroczyła progu wyborczego, który wynosił 18%. Ważnym wydarzeniem w polityce Liechtensteinu było sprzymierzenie się obu najważniejszych partii w 1939 roku (stworzono wspólną listę wyborczą i koalicyjny rząd), które miało nie dopuścić do władzy powstałej partii nazistowskiej. Był to początek koalicji dwóch największych partii, która trwała 58 lat, do 1997 roku, kiedy całkowitą władzę zdobyła Unia Patriotyczna, ale w 2005 roku koalicja została odnowiona i rządzi krajem do dziś.
Pierwszą partią opozycyjną, która dostała się do Landtagu w 1993 roku, po obniżeniu progu wyborczego z 18% do 8% była Wolna Lista (niem. Freie Liste, FL).

Podział mandatów w Landtagu (2021).
Posłowie z FBP

Po 1921 roku (reforma konstytucyjna) siedmiu z trzynastu Premierów było z partii FBP (pozostałych sześciu było z VU): Josef Ospelt, Josef Hoop, Alexander Frick, Gerard Batliner, Walter Kieber, Markus Büchel, Otmar Hasler i Adrian Hasler.

## Rezultaty w wyborach doLandtagu
| Wybory  | Sejm        | Sejm    | Sejm    | Rząd          |
| Wybory  | Głosy       | Mandaty | Mandaty | Rząd          |
| Wybory  | %           | Liczba  | +/−     | Rząd          |
| ------- | ----------- | ------- | ------- | ------------- |
| 1918    | brak danych | 7/12    | 7       | Większość     |
| 1922    | brak danych | 4/15    | 3       | Opozycja      |
| I 1926  | brak danych | 6/15    | 2       | Opozycja      |
| IV 1926 | brak danych | 6/15    |         | Opozycja      |
| 1928    | brak danych | 11/15   | 5       | Większość     |
| 1930    | brak danych | 15/15   | 4       | Większość     |
| 1932    | brak danych | 13/15   | 2       | Większość     |
| 1936    | brak danych | 11/15   | 2       | Większość     |
| 1939    | brak danych | 8/15    | 3       | Koalicja z VU |
| 1945    | 54,9%       | 8/15    |         | Koalicja z VU |
| 1949    | 52,9%       | 8/15    |         | Koalicja z VU |
| II 1953 | 50,5%       | 8/15    |         | Koalicja z VU |
| VI 1953 | 50,4%       | 8/15    |         | Koalicja z VU |
| 1957    | 52,3%       | 8/15    |         | Koalicja z VU |
| 1958    | 54,5%       | 9/15    | 1       | Koalicja z VU |
| 1962    | 47,2%       | 8/15    | 1       | Koalicja z VU |
| 1966    | 48,5%       | 8/15    |         | Koalicja z VU |
| 1970    | 48,8%       | 7/15    | 1       | Koalicja z VU |
| 1974    | 50,1%       | 8/15    | 1       | Koalicja z VU |
| 1978    | 50,8%       | 7/15    | 1       | Koalicja z VU |
| 1982    | 46,5%       | 7/15    |         | Koalicja z VU |
| 1986    | 42,7%       | 7/15    |         | Koalicja z VU |
| 1989    | 42,1%       | 12/25   | 5       | Koalicja z VU |
| II 1993 | 44,2%       | 12/25   |         | Koalicja z VU |
| X 1993  | 41,3%       | 11/25   | 1       | Koalicja z VU |
| 1997    | 39,2%       | 10/25   | 1       | Opozycja      |
| 2001    | 49,9%       | 13/25   | 3       | Większość     |
| 2005    | 48,7%       | 12/25   | 1       | Koalicja z VU |
| 2009    | 43,5%       | 11/25   | 1       | Koalicja z VU |
| 2013    | 40,0%       | 10/25   | 1       | Koalicja z VU |
| 2017    | 35,2%       | 9/25    | 1       | Koalicja z VU |
| 2021    | 35,9%       | 10/25   | 1       | Koalicja z VU |
| 2025    | 25,7%       | 7/25    | 3       | Koalicja z VU |